# 厨川村
厨川村（くりやがわむら）は、かつて岩手県にあった村。

## 沿革
- 1889年（明治22年）4月1日 - 町村制施行により南岩手郡下厨川村、上厨川村、平賀新田が合併し、厨川村が発足。
- 1897年（明治30年）4月1日 - 郡の統合により南岩手郡と北岩手郡が合併し、岩手郡に所属[1]。
- 1913年（大正2年）6月10日 - 大字下厨川の一部を分離し盛岡市に編入。
- 1940年（昭和15年）1月1日 - 盛岡市に編入され消滅。